# 静岡県道73号細江金谷線
静岡県道73号細江金谷線（しずおかけんどう73ごう ほそえかなやせん）は、静岡県牧之原市細江から島田市金谷に至る県道（主要地方道）である。

## 概要
ほぼ坂口谷川沿いに進み、牧之原台地上に至る。2009年（平成21年）3月29日、静岡空港のアクセス道路として整備された新道（富士山静岡空港交差点付近 - 国道473号交点、空港入口交差点）が開通した。坂口方面から空港方面に台地を登板する新道も建設が進められ、2013年（平成25年）3月28日に全線開通した。

### 路線データ
- 起点 : 静岡県牧之原市細江（牧之原警察署入口交差点、国道150号交点）
- 終点 : 静岡県島田市金谷猪土居（猪土居交差点、国道473号交点）

## 歴史
- 1993年（平成5年）5月11日 - 建設省から、県道細江金谷線が細江金谷線として主要地方道に指定される[2]。
- 1994年（平成6年）4月1日 - 路線番号が232号から変更される[3]。

## 路線状況

### 重複区間
- 静岡県道79号吉田大東線（牧之原市坂部）

## 地理

### 通過する自治体
- 島田市
- 牧之原市

### 交差する道路
- 国道150号（牧之原市細江・牧之原警察署入口交差点、起点）
- 静岡県道79号吉田大東線（牧之原市坂部）
- 静岡県道79号吉田大東線（牧之原市坂部）
- 榛南広域農道
- 静岡県道408号静岡空港線（牧之原市坂口・富士山静岡空港交差点）
- 静岡県道233号榛原金谷線（島田市金谷猪土居・空港入口東交差点）
- 国道473号（島田市金谷猪土居・空港入口交差点、終点）

### 沿線
- 牧之原警察署
- 小糸製作所榛原工場
- 静岡空港